# Ras Alhague
Ras Alhague (von arab. رأس الحية raʾs al-ḥayya "Kopf der Schlange"), auch Rasalhague oder α Ophiuchi (Alpha Ophiuchi), ist ein Stern im Sternbild Schlangenträger mit einer scheinbaren visuellen Helligkeit von +2,1 mag. Der Stern bildet die Nordspitze des Sternbildes und befindet sich etwa 5° südöstlich des Sterns Ras Algethi (α Herculis).
Ras Alhague ist ein Doppelsternsystem, dessen Hauptstern ein Riesenstern vom Spektraltyp A5 ist, der eine Masse von etwa 2,40 Sonnenmassen besitzt. Der Begleiter wurde durch Schwankungen der Eigenbewegung entdeckt und hat eine Masse von etwa 0,85 Sonnenmassen und ist ein Hauptreihenstern vom Spektraltyp K 5. Die Umlaufzeit des Systems beträgt 8,62 Jahre, der Abstand der Komponenten etwa 7 AE.
Das System ist ca. 47,9 Lichtjahre von der Erde entfernt. Es gibt Hinweise, dass das System ein Mitglied des Ursa-Major-Stroms ist. Allerdings lässt die derzeitige Datenlage keine Entscheidung dieser Frage zu.